# 美克股份
美克股份，全称美克国际家居用品股份有限公司（英文：Markor International Home Furnishings Co., Ltd.，上交所：600337），前身是「美克國際傢俬製造有限公司」，创建于1995年，创始人冯东明，當時名為，主要經營傢俱製造業、零售業。其主要品牌為「美克．美家」。
其股份自2000年11月17日，於上海證券交易所上市。現時董事長寇卫平，總經理為陈江，董事為馮東明。

## 外部連結
- 美克國際傢俱股份有限公司 （页面存档备份，存于）